# فریتز هیپلر
فریتز هیپلر (آلمانی: Fritz Hippler; ۱۷ ژوئیهٔ ۱۹۰۹ – ۲۲ مهٔ ۲۰۰۲) کارگردان فیلم اهل آلمان بود.
وی کارگردان فیلم‌هایی همچون یهودی ابدی بوده‌است.